# Jan Egil Storholt
Jan Egil Storholt (13 febbraio 1949) è un ex pattinatore di velocità su ghiaccio norvegese.
Ha partecipato a due edizioni dei giochi olimpici invernali (1976 e 1980) conquistando una medaglia a Innsbruck 1976.

## Palmarès
Olimpiadi
- 1 medaglia:
  - 1 oro (1500 m a Innsbruck 1976)

Mondiali
- 4 medaglie:
  - 3 argenti (Heerenven 1977, Göteborg 1978, Oslo 1979)
  - 1 bronzo (Oslo 1981)

Europei
- 5 medaglie:
  - 2 ori (Larvik 1977, Deventer 1979)
  - 1 argento (Trondheim 1980)
  - 2 bronzi (Oslo 1976, Oslo 1978)